# Binem Heller
Binem Heller (ur. 25 stycznia 1908 w Warszawie, zm. 12 maja 1998 w Izraelu) – polski poeta pochodzenia żydowskiego, tworzący w jidysz.

## Życiorys
W 1922 został przez rodziców oddany do rękawicznika na praktykę. W 1930 w Łodzi opublikowano pierwszy tomik wierszy pod wspólnym tytułem Zza krat, który sprawił, że Binem Heller zaczął być postrzegany jako poeta proletariacki. W 1937 wyjechał z Warszawy. Początkowo mieszkał w Belgii, a następnie przeniósł się do Paryża.
W 1939 powrócił, ale po zajęciu Warszawy przez wojska hitlerowskie uciekł do Białegostoku. Po wkroczeniu Armii Czerwonej wyjechał w głąb ZSRR, zatrzymał się w Ałma-Acie.
Do Polski powrócił w 1947 licząc na odrodzenie się żydowskiego życia kulturalnego, był redaktorem czasopisma „Jidisze Szriftn” i wydawnictwa „Idisz Buch”. W 1950 ukazał się zbiór wierszy Wiosna w Polsce, w 1956 opublikowano zbiór wierszy z lat 1932–1939, a w 1957 tom Jasność zawierający wiersze rozliczeniowe (poza tymi w latach 1947–1957 wyszły też inne tomiki tego autora). W czasie odwilży opuścił Polskę, zatrzymując się w Paryżu i Brukseli, gdzie opublikował poemat polityczny Ach, złamano mi życie, który wywołał liczne kontrowersje. Około 1960 emigrował do Izraela, gdzie ukazały się m.in. jego tłumaczenie na jidysz Doktora Żywago (1959, wraz z Mosze Grossmanem) oraz następujące tomy wierszy Nowe wiersze w 1964, Nissan w warszawskim getcie w 1973 i Oni zmartwychwstaną w 1984.
Jego wiersz o małej siostrze Chaje z ulicy Smoczej w Warszawie, która miała zielone oczy, czarne warkocze i mówiła w jidysz, a zginęła w Treblince, zaśpiewała Chawa Alberstein z zespołem „The Klezmatics” na płycie „The Well / Di Krenitse” z 1998.

## Ordery i odznaczenia
- Krzyż Kawalerski Orderu Odrodzenia Polski (22 lipca 1953)[3]
- Medal 10-lecia Polski Ludowej (19 stycznia 1955)[4]